# Phare de Galeota Point
Le phare de Galeota Point (en anglais : Galeota Point Lighthouse) est un phare actif situé sur Galeota Point (ceb), l'extrémité sud-est de la région de Rio Claro-Mayaro (île de Trinité), à Trinité-et-Tobago, en mer des Caraïbes.

## Description
Ce phare est une tour métallique à claire-voie, avec une balise de 9 m de haut. La tour est peinte en blanc. Il émet, à une hauteur focale de 87 m, deux éclats blancs par période de 10 secondes. Sa portée est de 13 milles nautiques (environ 24 km).
Identifiant : Amirauté : J5914 - NGA : 110-16109 .

### Lien connexe
- Liste des phares de Trinité-et-Tobago